# 오간 루어 오 넬

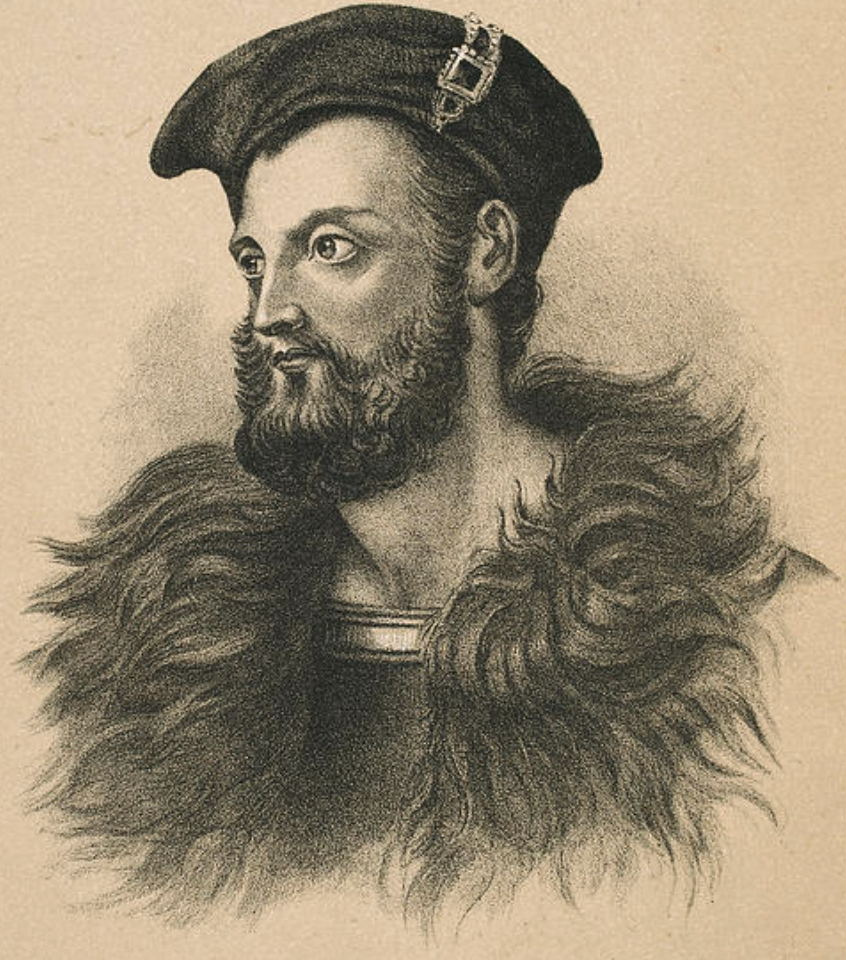

오간 루어 오 넬(아일랜드어: Eoghan Ruadh Ó Néill, 영어: Owen Roe O'Neill 오웬 로 오닐[*]: 1585년경-1649년 11월 6일)은 16세기 말 17세기 초의 게일인 군인이다. 오 넬 왕조 출신으로, 어려서 고향 땅 아일랜드를 떠나 용병이 되어 에스파냐에 고용, 80년 전쟁에서 플람스인들과 싸웠다. 1641년 아일랜드 반란이 일어나자 아일랜드로 돌아와 아일랜드 가톨릭 맹방의 얼스터군 지휘를 맡았다. 1646년 벤버브 전투에서 대승을 거두었으나 더블린과 슬라이고 공성전에는 실패했다.
이후 오 넬은 맹방 내부에서 권력투쟁을 벌였고, 자기 군대를 데려가 수도 킬케니를 장악했다. 내부 경쟁자들을 정리한 오 넬은 얼스터에 상륙한 잉글랜드 의회파와 일시적으로 동맹했다. 처음에는 아일랜드 맹방과 왕당파 간의 동맹을 반대했다. 하지만 크롬웰이 침공해오자 마음을 바꾸어 왕당파와의 합작에 합의했다. 그 직후인 1649년 11월 6일 갑자기 죽었다.